# 2013 RF98
2013 RF98 là một thiên thể ngoài Hải vương tinh. Nó được khám phá vào ngày 12 tháng 9 năm 2013 tại Cerro Tololo, Chile.
Sự khám phá của nó cho thêm bằng chứng về hành tinh thứ chín.